# Sindaci di Cagliari
Di seguito l'elenco cronologico dei sindaci di Cagliari e delle altre figure apicali equivalenti che si sono succedute nel corso della storia.

## Regno di Sardegna (1333-1720)
Consiglieri capo
- 1333 - 1335 Consigliere Capo Francesco de Sancto Clemente
- 1336 - 1337 Consigliere Capo Bernard de Rechs
- 1338 - 1345 Consigliere Capo Francesco Resta
- 1346 - 1348 Consigliere Capo Galcerando Bellotti
- 1349 - Consigliere Capo Francesco Resta
- 1350 - 1359 Consigliere Capo Bartolomeo de Podiatis
- 1360 - 1363 Consigliere Capo Bernardo Gueraldi
- 1364 - Consigliere Capo Guglielmo Terrades
- 1365 - Consigliere Capo Arnaldo Gerona
- 1366 - 1367 Consigliere Capo Francesco de Sancto Clemente
- 1368 - 1369 Consigliere Capo Guglielmo Terrades
- 1370 - Consigliere Capo Nicolò Carbonell
- 1371 - 1383 Consigliere Capo Michele ça Rovira
- 1384 - Consigliere Capo Berengario Rigolfi
- 1385 - 1392 Consigliere Capo Raimondo Boter
- 1393 - 1395 Consigliere Capo Berengario Rigolfi
- 1396 - Consigliere Capo Francesco Roig
- 1397 - 1400 Consigliere Capo Guglielmo Canyelles
- 1401 - 1403 Consigliere Capo Arnaldo Frigola
- 1404 - 1405 Consigliere Capo Giacomo Bou
- 1406 - 1412 Consigliere Capo Nicola Carbonell
- 1413 - 1414 Consigliere Capo Pietro de Banchs
- 1415 - Consigliere Capo Simone Rubei
- 1416 - 1417 Consigliere Capo Raimondo Boter
- 1418 - Consigliere Capo Simone Roig, maior
- 1419 - Consigliere Capo Raimondo Boter
- 1420 - Consigliere Capo Pietro de Banchs
- 1421 - Consigliere Capo Simone Roig
- 1422 - 1423 Consigliere Capo Raimondo Boter
- 1424 - Consigliere Capo Giacomo Xarch
- 1425 - Consigliere Capo Raimondo Boter
- 1426 - Consigliere Capo Pietro de Banchs
- 1427 - 1431 Consigliere Capo Raimondo Goba
- 1432 - Consigliere Capo Pietro Janfridi
- 1433 - Consigliere Capo Nicolò Benapres
- 1434 - 1435 Consigliere Capo Giacomo Xarch
- 1436 - 1443 Consigliere Capo Francesco Cabonell
- 1444 - 1452 Consigliere Capo Francesco Oliver
- 1453 - Consigliere Capo Pietro Baquer
- 1454 - Consigliere Capo Antonio Perpiniano
- 1455 - 1466 Consigliere Capo Bartolomeo Rocha
- 1467 - Consigliere Capo Mattia Martin
- 1468 - 1478 Consigliere Capo Andrea Sunyer
- 1479 - Consigliere Capo Galcerando Marquet
- 1480 - Consigliere Capo Pietro Aymerich
- 1481 - Consigliere Capo Antonio Salzet
- 1482 - Consigliere Capo Andrea Sunyer
- 1483 - 1485 Consigliere Capo Giacomo Aymerich
- 1486 - Consigliere Capo Michele Bonapres
- 1487 - 1495 Consigliere Capo Antonio Vidal
- 1496 - Consigliere Capo Michele Bonapres
- 1497 - 1499 Consigliere Capo Nicolò Aymerich
- 1500 - Consigliere Capo Giacomo Caldes
- 1501 - Consigliere Capo Nicolò Aymerich
- 1502 - 1504 Consigliere Capo Gregorio Baquer
- 1505 - 1514 Consigliere Capo Giovanni Martino Carbonell
- 1515 - Consigliere Capo Arnaldo Vincenzo Roca
- 1516 - 1523 Consigliere Capo Gaspare Fortesa
- 1524 - Consigliere Capo Nicolò Aymerich
- 1525 - 1526 Consigliere Capo Onofrio Fortesa
- 1527 - Consigliere Capo Michele Boter
- 1528 - 1534 Consigliere Capo Bartolomeu Aleu
- 1535 - 1541 Consigliere Capo Gaspare Fortesa
- 1542 - 1545 Consigliere Capo Giovanni Busquets
- 1546 - Consigliere Capo Melchiorre Torrellas
- 1547 - Consigliere Capo Antonio Fortesa
- 1548 - Consigliere Capo Michele Barbara
- 1549 - 1550 Consigliere Capo Antioco Porcell
- 1551 - Consigliere Capo Melchiorre Torrellas
- 1552 - Consigliere Capo Antonio Fortesa
- 1553 - Consigliere Capo Antonio Català
- 1554 - Consigliere Capo Giovanni Busquets
- 1555 - Consigliere Capo Pietro Fortesa
- 1556 - Consigliere Capo Salvatore Aleu
- 1557 - Consigliere Capo Cristoforo Aymeric
- 1558 - Consigliere Capo Antonio Català
- 1559 - 1560 Consigliere Capo Giovanni Busquets
- 1561 - Consigliere Capo Giovanni Limona
- 1562 - Consigliere Capo Pietro Fortesa
- 1563 - 1565 Consigliere Capo Antonio Català
- 1566 - 1568 Consigliere Capo Pietro Fortesa
- 1569 - Consigliere Capo Antonio Català
- 1570 - Consigliere Capo Alonso de Ruecas
- 1571 - Consigliere Capo Giovanni Giacomo Sarroch
- 1572 - 1573 Consigliere Capo Giovanni Limona
- 1574 - 1576 Consigliere Capo Pietro Fortesa
- 1577 - Consigliere Capo Antonio Català
- 1578 - 1580 Consigliere Capo Giovanni Giacomo Sarroch
- 1581 - 1582 Consigliere Capo Gerolamo Torrella
- 1583 - 1584 Consigliere Capo Pietro Giovanni Arquer
- 1585 - Consigliere Capo Pietro Selles
- 1586 - Consigliere Capo Giovanni Giacomo Sarroch
- 1587 - Consigliere Capo Gerolamo Torrella
- 1588 - Consigliere Capo Francesco Aleu
- 1589 - 1590 Consigliere Capo Pietro Selles
- 1591 - 1593 Consigliere Capo Gerolamo Torrella
- 1594 - 1602 Consigliere Capo Pietro Camellas
- 1603 - 1605 Consigliere Capo Gaspare Fortesa
- 1606 - 1609 Consigliere Capo Giovanni Stefano Meli
- 1610 - Consigliere Capo Melchiorre Carçet
- 1611 - Consigliere Capo Gaspare Fortesa
- 1612 - Consigliere Capo Pietro Blancafort
- 1613 - Consigliere Capo Antonio Cani
- 1614 - Consigliere Capo Pietro Giovanni Otger
- 1615 - 1618 Consigliere Capo Giovanni Battista Mallas
- 1619 - 1620 Consigliere Capo Melchiorre Carçet
- 1621 - 1622 Consigliere Capo Bernardino Armanyach
- 1623 - 1624 Consigliere Capo Pietro Giovanni Otger
- 1625 - Consigliere Capo Pietro Blancafort
- 1626 - Consigliere Capo Giovanni Dexart
- 1627 - 1628 Consigliere Capo Leandro Sasso
- 1629 - Consigliere Capo Giovanni Carnicer
- 1630 - 1631 Consigliere Capo Pietro Selles
- 1632 - Consigliere Capo Leandro Sasso
- 1633 - Consigliere Capo Andrea Ordà
- 1634 - Consigliere Capo Filippo Silvestre
- 1635 - Consigliere Capo Gaspare Fortesa
- 1636 - Consigliere Capo Francesco de Ravaneda
- 1637 - Consigliere Capo Giovanni Maria Tanda
- 1638 - Consigliere Capo Giacomo Dessì
- 1639 - Consigliere Capo Pietro Fortesa
- 1640 - Consigliere Capo Francesco de Ravaneda
- 1641 - Consigliere Capo Salvatore Martì
- 1642 - 1643 Consigliere Capo Gaspare Fortesa
- 1644 - Consigliere Capo Gregorio Otger
- 1645 - Consigliere Capo Giovanni Battista Masons
- 1646 - Consigliere Capo Antonio Soler
- 1647 - Consigliere Capo Francesco de Ravaneda
- 1648 - Consigliere Capo Gregorio Otger
- 1649 - Consigliere Capo Francesco Carnicer
- 1650 - Consigliere Capo Gaspare Fortesa
- 1651 - Consigliere Capo Ignazio Torrella
- 1652 - Consigliere Capo Gregorio Otger
- 1653 - Consigliere Capo Antonio Soler
- 1654 - 1655 Consigliere Capo Francesco Carnicer
- 1656 - 1657 Consigliere Capo Ignazio Torrella
- 1658 - Consigliere Capo Gregorio Otger
- 1659 - Consigliere Capo Agostino Capai
- 1660 - Consigliere Capo Gerolamo Torrella
- 1661 - Consigliere Capo Domenico Pitzolo
- 1662 - Consigliere Capo Domenico Carcassona
- 1663 - Consigliere Capo Ignazio Torrella
- 1664 - Consigliere Capo Antonio Stefano Alemany
- 1665 - Consigliere Capo Saturnino Vidal
- 1666 - 1668 Consigliere Capo Gerolamo Torrella
- 1669 - Consigliere Capo Gregorio Otger
- 1670 - Consigliere Capo Antioco Carcassona
- 1671 - Consigliere Capo Giuseppe Nin
- 1672 - Consigliere Capo Giuseppe Carnicer
- 1673 - Consigliere Capo Giovanni Domenico Pitzolo
- 1674 - Consigliere Capo Pietro Antonio Pes
- 1675 - Consigliere Capo Antonio Murta Quensa
- 1676 - Consigliere Capo Leandro Soler
- 1677 - Consigliere Capo Giuseppe Carnicer
- 1678 - Consigliere Capo Giovanni Domenico Pitzolo
- 1679 - Consigliere Capo Antonio Murta Quensa
- 1680 - Consigliere Capo Giacomo Santus
- 1681 - Consigliere Capo Giuseppe Carta Martì
- 1682 - Consigliere Capo Giovanni Battista Esgrecho
- 1683 - Consigliere Capo Nicola Torrella
- 1684 - Consigliere Capo Antonio Murta Quensa
- 1685 - Consigliere Capo Gaspare Valerio Alciator
- 1686 - Consigliere Capo Francesco Mauro Sahoni
- 1687 - 1689 Consigliere Capo Giuseppe Carta Martì
- 1690 - Consigliere Capo Antonio Efisio Serra
- 1691 - Consigliere Capo Giuseppe Otger
- 1692 - Consigliere Capo Giovanni Santos
- 1693 - Consigliere Capo Antonio Natter Torrella
- 1694 - Consigliere Capo Francesco Otger
- 1695 - Consigliere Capo Antonio Efisio Serra
- 1696 - Consigliere Capo Francesco Esgrecho
- 1697 - 1700 Consigliere Capo Giovanni Efisio Esquirro
- 1701 - Consigliere Capo Giuseppe Otger
- 1702 - Consigliere Capo Antioco Nin
- 1703 - Consigliere Capo Antonio Natter Torrella
- 1704 - Consigliere Capo Giovanni Efisio Esquirro
- 1705 - 1706 Consigliere Capo Giuseppe Otger
- 1707 - Consigliere Capo Antonio Natter Torrella
- 1708 - Consigliere Capo Francesco Esgrecho
- 1709 - Consigliere Capo Giovanni Efisio Esquirro
- 1710 - Consigliere Capo Francesco Otger
- 1711 - Consigliere Capo Diego Delmestre del Rio
- 1712 - Consigliere Capo Antonio Morteo
- 1713 - Consigliere Capo Giovanni Maria Canelles
- 1714 - Consigliere Capo Giovanni Efisio Esquirro
- 1715 - Consigliere Capo Efisio Serra Soler
- 1716 - Consigliere Capo Francesco Otger
- 1717 - 1718 Consigliere Capo Giacomo de Sousa
- 1719 - 1720 Consigliere Capo Giovanni Efisio Esquirro

## Regno di Sardegna (1720-1861)
Consiglieri capo (1720-1731)
- 1721 - Consigliere Capo Francesco Esgrecho
- 1722 - Consigliere Capo Alfonso del Vecchio
- 1723 - Consigliere Capo Antioco Nater
- 1724 - Consigliere Capo Efisio Serra Soler
- 1725 - Consigliere Capo Giacomo Sousa
- 1726 - Consigliere Capo Alfonso del Vecchio
- 1727 - Consigliere Capo Pietro Frediani
- 1728 - Consigliere Capo Giovanni Battista Mallas
- 1729 - Consigliere Capo Antioco Nater
- 1730 - 1731 Consigliere Capo Giacomo Sousa

Giurati capo (1732-1836)
- 1732 - Giurato Capo Antonio Fadda
- 1733 - Giurato Capo Pietro Frediani
- 1734 - Giurato Capo Antonio Nater
- 1735 - Giurato Capo Giovanni Battista Masones
- 1736 - Giurato Capo Antonio Fadda
- 1737 - Giurato Capo Giorgio Carta
- 1738 - Giurato Capo Antonio Nater
- 1739 - Giurato Capo Pietro Frediani
- 1740 - Giurato Capo Giovanni Domenico Martin
- 1741 - Giurato Capo Giovanni Battista Masones
- 1742 - Giurato Capo Antonio Fadda
- 1743 - Giurato Capo Giuseppe Antonio Lay
- 1744 - Giurato Capo Pietro Frediani
- 1745 - Giurato Capo Antonio Nater
- 1746 - Giurato Capo Giovanni Domenico Martin
- 1747 - Giurato Capo Giacomo Valdes
- 1748 - Giurato Capo Gavino Giuseppe Carta
- 1749 - Giurato Capo Antonio Fadda
- 1750 - Giurato Capo Antonio Nater
- 1751 - Giurato Capo Salvatore Rodriguez
- 1752 - Giurato Capo Gavino Carta
- 1753 - Giurato Capo Giovanni Andrea Falqui
- 1754 - Giurato Capo Antioco Ignazio Serra
- 1755 - Giurato Capo Giacomo Valdes
- 1756 - Giurato Capo Antonio Nater
- 1757 - Giurato Capo Giovanni Andrea Falqui
- 1758 - Giurato Capo Antioco Ignazio Serra
- 1759 - Giurato Capo Giuseppe Terralonga
- 1760 - Giurato Capo Antonio Nater
- 1761 - Giurato Capo Salvatore Rodriguez
- 1762 - Giurato Capo Giacomo Valdes
- 1763 - Giurato Capo Salvatore Duranti
- 1764 - Giurato Capo Antonio Nater
- 1765 - Giurato Capo Antonio Lay
- 1766 - Giurato Capo Giuseppe Tarragona
- 1767 - Giurato Capo Salvatore Durante
- 1768 - Giurato Capo Tommaso Sanna Cossu
- 1769 - Giurato Capo Salvatore Rodriguez
- 1770 - Giurato Capo Antonio Lay
- 1771 - Giurato Capo Salvatore Sotgiu
- 1772 - Giurato Capo Salvatore Durante
- 1773 - Giurato Capo Salvatore Rodriguez
- 1774 - Giurato Capo Antonio Lay
- 1775 - Giurato Capo Salvatore Sotgiu
- 1776 - Giurato Capo Gaetano Frediani
- 1777 - Giurato Capo Pietro Giovanni Demelas
- 1778 - Giurato Capo Gavino Mulargia
- 1779 - Giurato Capo Antonio Lepori
- 1780 - Giurato Capo Antonio Fenuccio
- 1781 - 1782 Giurato Capo Giuseppe Corte
- 1783 - Giurato Capo Luigi Messina
- 1784 - Giurato Capo Salvatore Sotgiu
- 1785 - Giurato Capo Pietro Giovanni Demelas
- 1786 - Giurato Capo Giovanni Maria Tarena
- 1787 - Giurato Capo Giuseppe Maria Paraiso
- 1788 - Giurato Capo Gavino Mulargia
- 1789 - Giurato Capo Salvatore Cadeddu
- 1790 - Giurato Capo Gioachino Mattana
- 1791 - Giurato Capo Giuseppe Corte
- 1792 - 1794 Giurato Capo Salvatore Sotgiu
- 1795 - Giurato Capo Antonio Lepori
- 1796 - Giurato Capo Michele Humana
- 1797 - Giurato Capo Salvatore Cadeddu
- 1798 - Giurato Capo Gioachino Mattana
- 1799 - Giurato Capo Pasquale Atzori
- 1800 - Giurato Capo Salvatore Pala
- 1801 - Giurato Capo Carlo Maria Carta Sotgiu
- 1802 - Giurato Capo Salvatore Sotgiu
- 1803 - Giurato Capo Giovanni Maria Tarena
- 1804 - Giurato Capo Salvatore Lepori
- 1805 - 1806 Giurato Capo Luigi Cao
- 1807 - Giurato Capo Giuseppe Melis Azeni
- 1808 - Giurato Capo Michele Onnis
- 1809 - Giurato Capo Pasquale Atzori
- 1810 - Giurato Capo Carlo Maria Carta Sotgiu
- 1811 - Giurato Capo Alberto Manca dell'Asinara
- 1812 - Giurato Capo Salvatore Lepori
- 1813 - Giurato Capo Gioachino Vaca
- 1814 - Giurato Capo Luigi Cao
- 1815 - Giurato Capo Gioachino Grondona
- 1816 - Giurato Capo Giuseppe Melis Azeni
- 1817 - Giurato Capo Michele Carta Farina
- 1818 - Giurato Capo Alberto Manca dell'Asinara
- 1819 - Giurato Capo Salvatore Sotgiu
- 1820 - Giurato Capo Raimondo Melis
- 1821 - Giurato Capo Emanuele Massa Schirru
- 1822 - Giurato Capo Bardilio Fois
- 1823 - Giurato Capo Giovanni Maria Falchi Massidda
- 1824 - Giurato Capo Vincenzo Selis
- 1825 - Giurato Capo Basilio Coi Russui
- 1826 - Giurato Capo Antonio Doneddu
- 1827 - Giurato Capo Raimondo Melis
- 1828 - Giurato Capo Cristoforo Soggiu
- 1829 - Giurato Capo Bardilio Fois
- 1830 - Giurato Capo Giuseppe Piras
- 1831 - Giurato Capo Vincenzo Selis
- 1832 - Giurato Capo Basilio Coi Russui
- 1833 - Giurato Capo Federico Carboni
- 1834 - Giurato Capo Giovanni Uselli
- 1835 - 1836 Giurato Capo Antonio Doneddu

Sindaci di 1ª classe (1837-1848)
- 1837 - Sindaco di 1ª classe Francesco Floris, March. d'Arais
- 1838 - Sindaco di 1ª classe Efisio Cao, Conte di San Marco
- 1839 - Sindaco di 1ª classe Efisio Manconi
- 1840 - Sindaco di 1ª classe Pietro Nieddu di Santa Margherita
- 1841 - Sindaco di 1ª classe Efisio Cao, Conte di San Marco
- 1842 - 1843 Sindaco di 1ª classe Efisio Manconi
- 1844 - 1845 Sindaco di 1ª classe Conte Carlo Boyl
- 1846 - 1848 Sindaco di 1ª classe Edmondo Roberti, March. di S. Tommaso

Sindaci (1848-1861)
| N° | Amministratore                | Inizio | Fine | Carica  |
| -- | ----------------------------- | ------ | ---- | ------- |
| 1  | Fortunato Cossu Baille        | 1849   | 1850 | Sindaco |
| 2  | Antioco Loru                  | 1851   | 1852 | Sindaco |
| 3  | Edmondo Roberti di Castelvero | 1853   | 1856 | Sindaco |
| 4  | Tommaso Marini Demuro         | 1857   | 1859 | Sindaco |
| 5  | Giovanni Meloni Baille        | 1860   | 1861 | Sindaco |

## Regno d'Italia (1861-1946)
| Sindaci nominati dal governo (1861-1889)                   | Sindaci nominati dal governo (1861-1889)        | Sindaci nominati dal governo (1861-1889) | Sindaci nominati dal governo (1861-1889) | Sindaci nominati dal governo (1861-1889) | Sindaci nominati dal governo (1861-1889) |
| Nominativo                                                 | Nominativo                                      | Partito                                  | Partito                                  | Mandato                                  | Mandato                                  |
| Nominativo                                                 | Nominativo                                      | Partito                                  | Partito                                  | Inizio                                   | Fine                                     |
| ---------------------------------------------------------- | ----------------------------------------------- | ---------------------------------------- | ---------------------------------------- | ---------------------------------------- | ---------------------------------------- |
|                                                            | Giovanni Meloni Baille                          | ?                                        | ?                                        | 1861                                     | 1862                                     |
|                                                            | Edmondo Roberti di Castelvero                   | ?                                        | ?                                        | 1863                                     | 1875                                     |
|                                                            | Enrico Sanjust di Neoneli (facente funzioni)    | ?                                        | ?                                        | 1876                                     | 1877                                     |
|                                                            | Fortunato Cossu Baille (Commissario regio)      | –                                        | –                                        | 1877                                     | 1877                                     |
|                                                            | Giovanni Agostino Varsi (facente funzioni)      | ?                                        | ?                                        | 1877                                     | 1877                                     |
|                                                            | Giovanni Sini (facente funzioni)                | ?                                        | ?                                        | 1877                                     | 1879                                     |
|                                                            | Gaetano Orrù (facente funzioni)                 | ?                                        | ?                                        | 1880                                     | 1882                                     |
|                                                            | Francesco Cocco-Ortu                            | ?                                        | ?                                        | 1882                                     | 1883                                     |
|                                                            | Saverio Conte (Delegato regio)                  | –                                        | –                                        | 1883                                     | 1883                                     |
|                                                            | Salvatore Marcello                              | ?                                        | ?                                        | 1883                                     | 1883                                     |
|                                                            | Emanuele Ravot                                  | ?                                        | ?                                        | 1884                                     | 1888                                     |
|                                                            | Gaetano Orrù (facente funzioni)                 | ?                                        | ?                                        | 1889                                     | 1889                                     |
| Sindaci nominati dal Consiglio comunale (1889-1926)        |                                                 |                                          |                                          |                                          |                                          |
| Nominativo                                                 | Nominativo                                      | Partito                                  | Partito                                  | Mandato                                  | Mandato                                  |
| Nominativo                                                 | Nominativo                                      | Partito                                  | Partito                                  | Inizio                                   | Fine                                     |
|                                                            | Ottone Bacaredda                                | ?                                        | ?                                        | 1890                                     | 1902                                     |
|                                                            | Giuseppe Picinelli                              | ?                                        | ?                                        | 1902                                     | 1904                                     |
|                                                            | Ottone Bacaredda                                | ?                                        | ?                                        | 1904                                     | 1906                                     |
|                                                            | Emilio Podestà (Commissario regio)              | –                                        | –                                        | 1906                                     | 1906                                     |
|                                                            | Angelo Sanguino (Commissario prefettizio)       | –                                        | –                                        | 1906                                     | 1906                                     |
|                                                            | Ottone Bacaredda                                | ?                                        | ?                                        | 1907                                     | 1910                                     |
|                                                            | Erminio Giua (Commissario prefettizio)          | –                                        | –                                        | 1910                                     | 1910                                     |
|                                                            | Francesco Nobilioni                             | ?                                        | ?                                        | 1910                                     | 1911                                     |
|                                                            | Antonio Concordi (Commissario prefettizio)      | –                                        | –                                        | 1911                                     | 1911                                     |
|                                                            | Ottone Bacaredda                                | ?                                        | ?                                        | 1911                                     | 1917                                     |
|                                                            | Giuseppe Manno (Commissario prefettizio)        | –                                        | –                                        | 1917                                     | 1920                                     |
|                                                            | Ottone Bacaredda                                | ?                                        | ?                                        | 1920                                     | 1921                                     |
|                                                            | Gavino Dessì Deliperi                           | ?                                        | ?                                        | 1921                                     | 1923                                     |
|                                                            | Vittorio Tredici (Commissario prefettizio)      | –                                        | –                                        | 1924                                     | 1926                                     |
| Podestà nominati dal governo (1926-1944)                   |                                                 |                                          |                                          |                                          |                                          |
| Nominativo                                                 | Nominativo                                      | Partito                                  | Partito                                  | Mandato                                  | Mandato                                  |
| Nominativo                                                 | Nominativo                                      | Partito                                  | Partito                                  | Inizio                                   | Fine                                     |
|                                                            | Vittorio Tredici                                |                                          | Partito Nazionale Fascista               | 25 agosto 1927                           | 14 agosto 1928                           |
|                                                            | Enrico Endrich                                  |                                          | Partito Nazionale Fascista               | 17 agosto 1928                           | 9 luglio 1934                            |
|                                                            | Giovanni Cao                                    |                                          | Partito Nazionale Fascista               | 10 luglio 1934                           | 8 gennaio 1935                           |
|                                                            | Angelo Prunas                                   |                                          | Partito Nazionale Fascista               | 10 gennaio 1935                          | 10 ottobre 1942                          |
|                                                            | Egidio Pilia (Commissario prefettizio)          | –                                        | –                                        | 10 ottobre 1942                          | 20 febbraio 1943                         |
|                                                            | Angelo Prunas (Commissario prefettizio)         | –                                        | –                                        | 20 febbraio 1943                         | 16 dicembre 1943                         |
| Sindaci del periodo costituzionale transitorio (1943-1946) |                                                 |                                          |                                          |                                          |                                          |
| Nominativo                                                 | Nominativo                                      | Partito                                  | Partito                                  | Mandato                                  | Mandato                                  |
| Nominativo                                                 | Nominativo                                      | Partito                                  | Partito                                  | Inizio                                   | Fine                                     |
|                                                            | Gavino Dessì Deliperi (Commissario prefettizio) | –                                        | –                                        | 16 dicembre 1943                         | 28 aprile 1944                           |
|                                                            | Iginio Cossu (Commissario prefettizio)          | –                                        | –                                        | 6 settembre 1944                         | 20 ottobre 1944                          |
|                                                            | Gavino Dessì Deliperi                           | ?                                        | ?                                        | 29 giugno 1944                           | 11 agosto 1944                           |
|                                                            | Cesare Pintus                                   | ?                                        | ?                                        | 12 ottobre 1944                          | 17 marzo 1946                            |

## Repubblica Italiana (dal 1946)
| Sindaci eletti dal Consiglio comunale (1946-1994)    | Sindaci eletti dal Consiglio comunale (1946-1994) | Sindaci eletti dal Consiglio comunale (1946-1994) | Sindaci eletti dal Consiglio comunale (1946-1994) | Sindaci eletti dal Consiglio comunale (1946-1994) | Sindaci eletti dal Consiglio comunale (1946-1994) | Sindaci eletti dal Consiglio comunale (1946-1994) | Sindaci eletti dal Consiglio comunale (1946-1994) | Sindaci eletti dal Consiglio comunale (1946-1994) |
| Nominativo                                           | Nominativo                                        | Partito                                           | Partito                                           | Partito                                           | Partito                                           | Mandato                                           | Mandato                                           | Elezione                                          |
| Nominativo                                           | Nominativo                                        | Partito                                           | Partito                                           | Partito                                           | Partito                                           | Inizio                                            | Fine                                              | Elezione                                          |
| ---------------------------------------------------- | ------------------------------------------------- | ------------------------------------------------- | ------------------------------------------------- | ------------------------------------------------- | ------------------------------------------------- | ------------------------------------------------- | ------------------------------------------------- | ------------------------------------------------- |
|                                                      | Luigi Crespellani                                 |                                                   | Democrazia Cristiana                              | Democrazia Cristiana                              | Democrazia Cristiana                              | 11 aprile 1946                                    | 9 luglio 1949                                     | Elezione 1946                                     |
|                                                      | Pietro Leo                                        |                                                   | Democrazia Cristiana                              | Democrazia Cristiana                              | Democrazia Cristiana                              | 9 giugno 1949                                     | 18 giugno 1952                                    | Elezione 1946                                     |
| 18 giugno 1952                                       | Pietro Leo                                        | 9 luglio 1956                                     | Democrazia Cristiana                              | Democrazia Cristiana                              | Democrazia Cristiana                              | Elezione 1952                                     |                                                   |                                                   |
|                                                      | Mario Palomba                                     |                                                   | Democrazia Cristiana                              | Democrazia Cristiana                              | Democrazia Cristiana                              | 5 luglio 1956                                     | 17 maggio 1960                                    | Elezione 1956                                     |
|                                                      | Antonio Follese                                   |                                                   | Democrazia Cristiana                              | Democrazia Cristiana                              | Democrazia Cristiana                              | 20 maggio 1960                                    | 31 maggio 1960                                    | Elezione 1956                                     |
|                                                      | Giuseppe Peretti                                  |                                                   | Democrazia Cristiana                              | Democrazia Cristiana                              | Democrazia Cristiana                              | 11 giugno 1960                                    | 29 dicembre 1960                                  | Elezione 1956                                     |
|                                                      | Giuseppe Brotzu                                   |                                                   | Democrazia Cristiana                              | Democrazia Cristiana                              | Democrazia Cristiana                              | 21 giugno 1960                                    | 9 settembre 1964                                  | Elezione 1960                                     |
| 9 settembre 1964                                     | Giuseppe Brotzu                                   | 30 ottobre 1967                                   | Democrazia Cristiana                              | Democrazia Cristiana                              | Democrazia Cristiana                              | Elezione 1964                                     |                                                   |                                                   |
|                                                      | Paolo De Magistris                                |                                                   | Democrazia Cristiana                              | Democrazia Cristiana                              | Democrazia Cristiana                              | Elezione 1964                                     | 19 luglio 1967                                    | 5 agosto 1970                                     |
|                                                      | Lino Lai                                          |                                                   | Democrazia Cristiana                              | Democrazia Cristiana                              | Democrazia Cristiana                              | 10 agosto 1970                                    | 10 aprile 1971                                    | Elezione 1970                                     |
|                                                      | Eudoro Fanti                                      |                                                   | Democrazia Cristiana                              | Democrazia Cristiana                              | Democrazia Cristiana                              | 10 aprile 1971                                    | 20 aprile 1972                                    | Elezione 1970                                     |
|                                                      | Franco Murtas                                     |                                                   | Democrazia Cristiana                              | Democrazia Cristiana                              | Democrazia Cristiana                              | 20 aprile 1972                                    | 22 agosto 1975                                    | Elezione 1970                                     |
|                                                      | Salvatore Ferrara                                 |                                                   | Partito Socialista Italiano                       | Partito Socialista Italiano                       | Partito Socialista Italiano                       | 8 ottobre 1975                                    | 7 aprile 1979                                     | Elezione 1975                                     |
|                                                      | Mario De Sotgiu                                   |                                                   | Democrazia Cristiana                              | Democrazia Cristiana                              | Democrazia Cristiana                              | 8 aprile 1979                                     | 15 ottobre 1980                                   | Elezione 1975                                     |
|                                                      | Michele Columbu                                   |                                                   | Partito Sardo d'Azione                            | Partito Sardo d'Azione                            | Partito Sardo d'Azione                            | 12 agosto 1980                                    | 19 agosto 1980                                    | Elezione 1975                                     |
|                                                      | Bachisio Scarpa                                   |                                                   | Democrazia Cristiana                              | Democrazia Cristiana                              | Democrazia Cristiana                              | 22 settembre 1980                                 | 27 ottobre 1981                                   | Elezione 1980                                     |
|                                                      | Michele Di Martino                                |                                                   | Democrazia Cristiana                              | Democrazia Cristiana                              | Democrazia Cristiana                              | 27 ottobre 1981                                   | 27 marzo 1984                                     | Elezione 1980                                     |
|                                                      | Paolo De Magistris                                |                                                   | Democrazia Cristiana                              | Democrazia Cristiana                              | Democrazia Cristiana                              | 27 marzo 1984                                     | 31 luglio 1985                                    | Elezione 1980                                     |
| 31 luglio 1985                                       | Paolo De Magistris                                | 9 agosto 1990                                     | Democrazia Cristiana                              | Democrazia Cristiana                              | Democrazia Cristiana                              | Elezione 1985                                     |                                                   |                                                   |
|                                                      | Roberto Dal Cortivo                               |                                                   | Partito Socialista Italiano                       | Partito Socialista Italiano                       | Partito Socialista Italiano                       | 9 agosto 1990                                     | 18 giugno 1992                                    | Elezione 1990                                     |
|                                                      | Gaetano Giua Marassi                              |                                                   | Democrazia Cristiana                              | Democrazia Cristiana                              | Democrazia Cristiana                              | 17 dicembre 1992                                  | 23 dicembre 1993                                  | Elezione 1990                                     |
| Sindaci eletti direttamente dai cittadini (dal 1994) |                                                   |                                                   |                                                   |                                                   |                                                   |                                                   |                                                   |                                                   |
| Nominativo                                           | Nominativo                                        | Partito                                           | Partito                                           | Coalizione                                        | Coalizione                                        | Mandato                                           | Mandato                                           | Elezione                                          |
| Nominativo                                           | Nominativo                                        | Partito                                           | Partito                                           | Coalizione                                        | Coalizione                                        | Inizio                                            | Fine                                              | Elezione                                          |
|                                                      | Mariano Delogu                                    |                                                   | Alleanza Nazionale                                |                                                   | FI-AN                                             | 27 giugno 1994                                    | 25 maggio 1998                                    | Elezione 1994                                     |
|                                                      | Mariano Delogu                                    | FI-AN-CCD-CDL                                     | Alleanza Nazionale                                | 25 maggio 1998                                    | 21 marzo 2001                                     | Elezione 1998                                     |                                                   |                                                   |
|                                                      | Giovanni Balsamo (Commissario prefettizio)        | –                                                 | –                                                 | –                                                 | –                                                 | 21 marzo 2001                                     | 14 maggio 2001                                    | –                                                 |
|                                                      | Emilio Floris                                     |                                                   | Forza Italia                                      |                                                   | FI-AN-CCD-CDU-RS-UDR                              | 14 maggio 2001                                    | 12 giugno 2006                                    | Elezione 2001                                     |
|                                                      | Emilio Floris                                     | FI-RS-UDC-AN-UDS-L. civiche                       | Forza Italia                                      | 12 giugno 2006                                    | 1º giugno 2011                                    | Elezione 2006                                     |                                                   |                                                   |
|                                                      | Massimo Zedda                                     |                                                   | Sinistra Ecologia Libertà                         |                                                   | PD-IdV-SEL-FdS-L. civiche                         | 1º giugno 2011                                    | 6 giugno 2016                                     | Elezione 2011                                     |
|                                                      | Massimo Zedda                                     | PD-SEL-PSd'Az-L. civiche                          | Sinistra Ecologia Libertà                         | 6 giugno 2016                                     | 5 aprile 2019                                     | Elezione 2016                                     |                                                   |                                                   |
|                                                      | Bruno Carcangiu (Commissario prefettizio)         | –                                                 | –                                                 | –                                                 | –                                                 | 5 aprile 2019                                     | 18 luglio 2019                                    | –                                                 |
|                                                      | Paolo Truzzu                                      |                                                   | Fratelli d'Italia                                 |                                                   | FdI-PSd'Az-RS-Lega-FI-UdC-L. civiche              | 18 luglio 2019                                    | 20 aprile 2024                                    | Elezione 2019                                     |
|                                                      | Luisanna Marras (Commissaria straordinaria)       | –                                                 | –                                                 | –                                                 | –                                                 | 20 aprile 2024                                    | 17 giugno 2024                                    | –                                                 |
|                                                      | Massimo Zedda                                     |                                                   | Partito Progressista                              |                                                   | PD-PP-AVS-M5S-L. civiche                          | 17 giugno 2024                                    | in carica                                         | Elezione 2024                                     |